# Osterburg
Osterburg es un municipio situado en el distrito de Stendal, en el estado federado de Sajonia-Anhalt (Alemania), a una altitud de 26 metros. Su población a finales de 2015 era de unos 10 000 habitantes y su densidad poblacional, 44 hab/km².

## Historia
El documento más antiguo que menciona Osterburg fue redactado en 1157 y un documento redactado en 1208 menciona Osterburg como "una ciudad con un castillo". Osterburg entró en la Liga Hanseática en 1359. La ciudad experimentó un auge económico debido al comercio de trigo y lana con las demás ciudades hanseáticas. A fines de la Edad Media tenía aproximadamente 1 500 habitantes. Después de la Guerra de los Treinta Años (1618-1648) Osterburg perdió su poder económico por los estragos de la guerra. En 1761 fueron destruidos dos tercios de la ciudad por un incendio. Osterburg fue reconstruida después.
Después de la inauguración del ferrocarril en 1849 Osterburg experimentó un nuevo auge económico debido a la industrialización. Hoy día es una ciudad miembro de la federación internacional Nueva Hansa.

## Lugares de interés
Una pequeña parte de la muralla medieval derribada en el siglo XIX está conservada en el patio del colegio Markgraf-Albrecht-Gymnasium.
El ayuntamiento de Osterburg fue destruido por el incendio de 1761, reconstruido en 1771 y renovado en 1879 y 1905.
La Iglesia de San Nicolás fue construida en 1188 en un estilo romance con tres naves. En el siglo XV, sin embargo, fue convertida en un edificio gótico. La iglesia que fue renovada en 1890 abriga un pila bautismal de bronce de 1442 y un órgano de 1824. 
La Fuente de Neptuno fue creada en Italia para el Castillo de Rönnebeck a principios del siglo XX. Rönnebeck es un pueblo a 8 km de Osterburg. El castillo fue derribado en 1947. En 1950 fue trasladada la fuente a Osterburg donde se ubica delante de la Iglesia da San Nicolás.
El museo Osterburger Kreisheimatmuseum fundado en 1936 se ubica en una casa con entramado de madera de 1762. El edificio Kreyenbergsches Haus es una casa con entramado de madera construida en la Plaza de Mercado (Großer Markt) en 1770 que abriga la biblioteca municipal.
La Capilla de San Martín que se ubica en el este del centro de Osterburg fue fundada en el siglo XII y renovada en un estilo neogótico en 1868.
La colina Burgwall se ubica en el nordeste de la ciudad. Se trata del lugar donde se desarrolló la parte más antigua de Osterburg en la Edad Media.

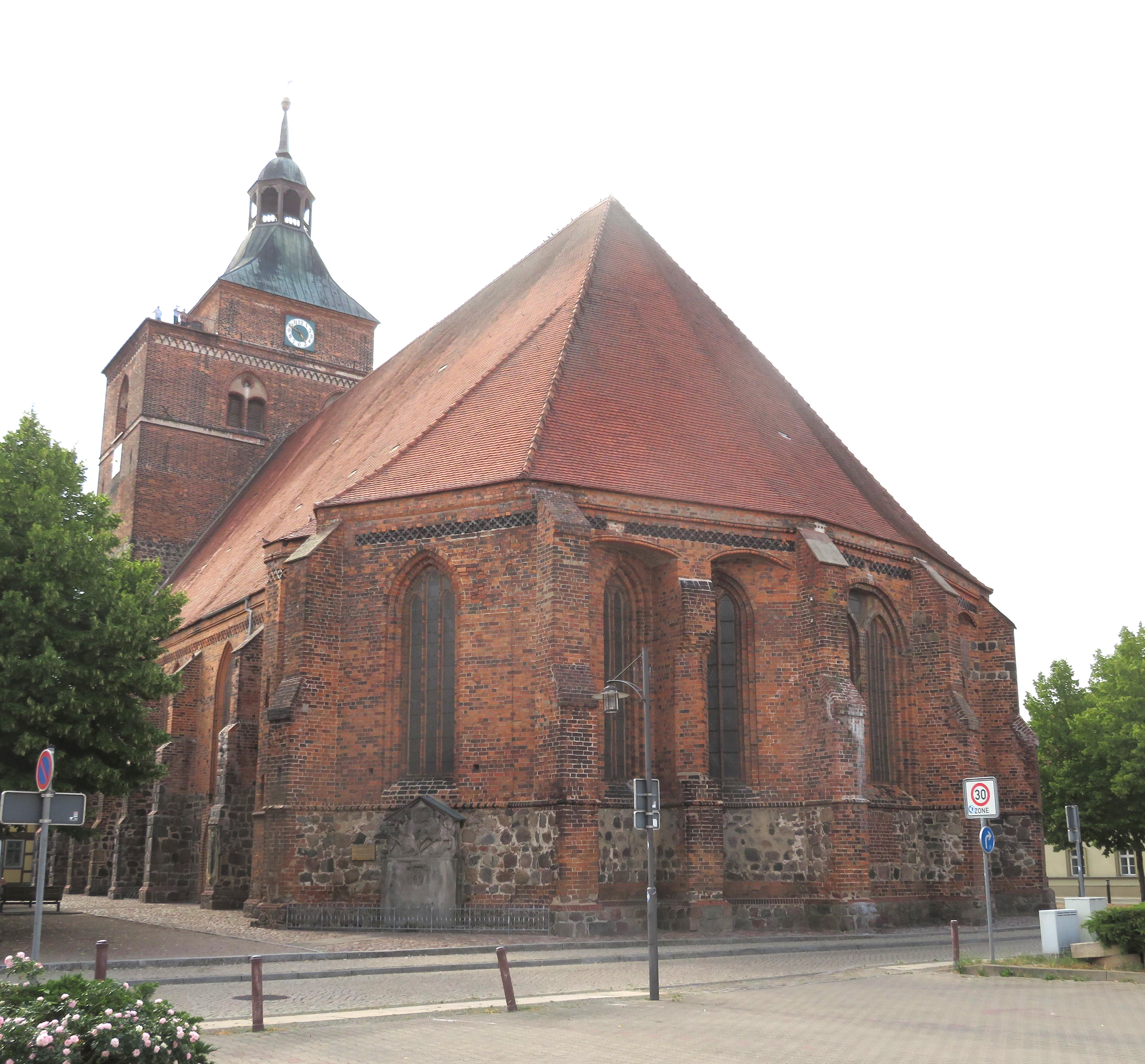
Iglesia de San Nicolás
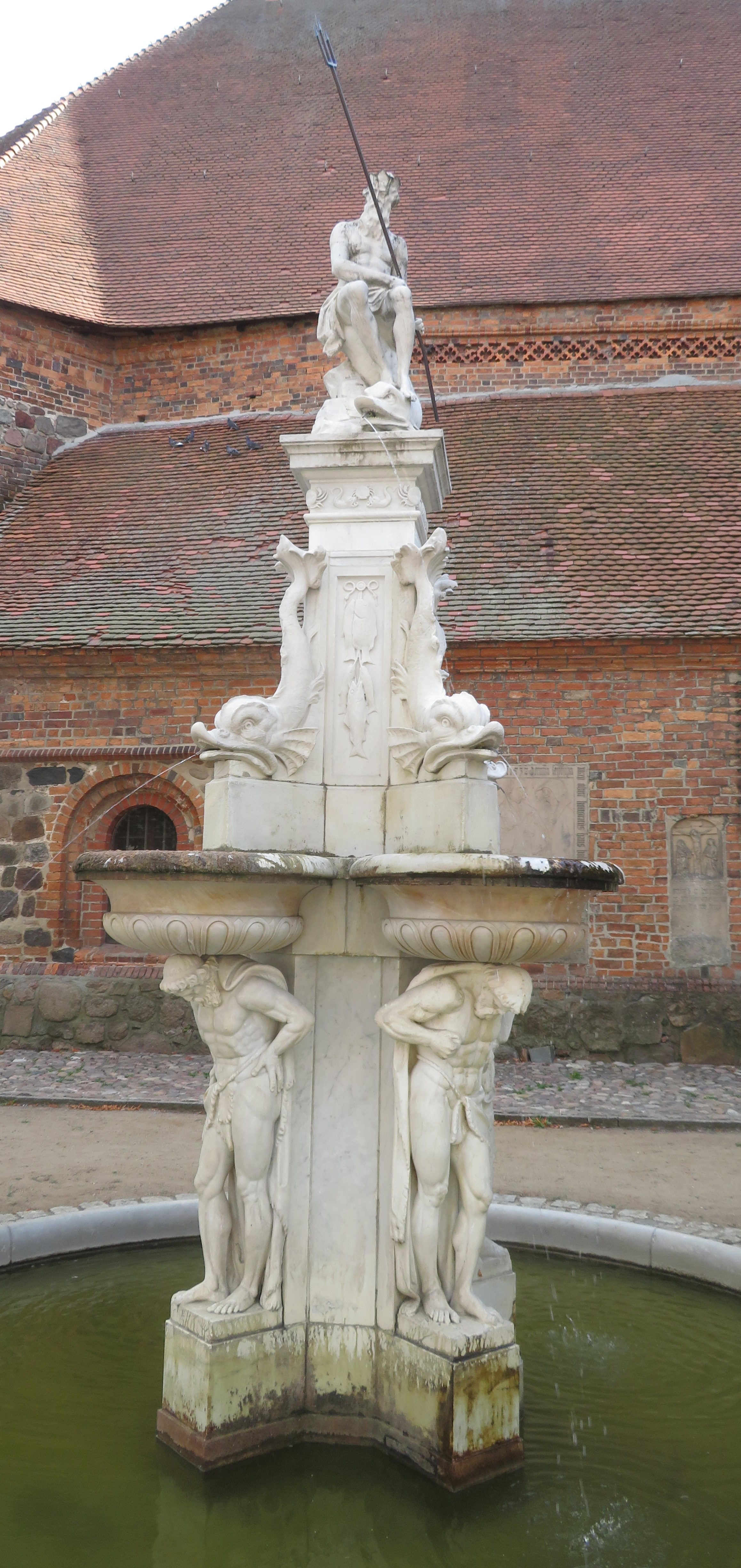
Fuento de Neptuno
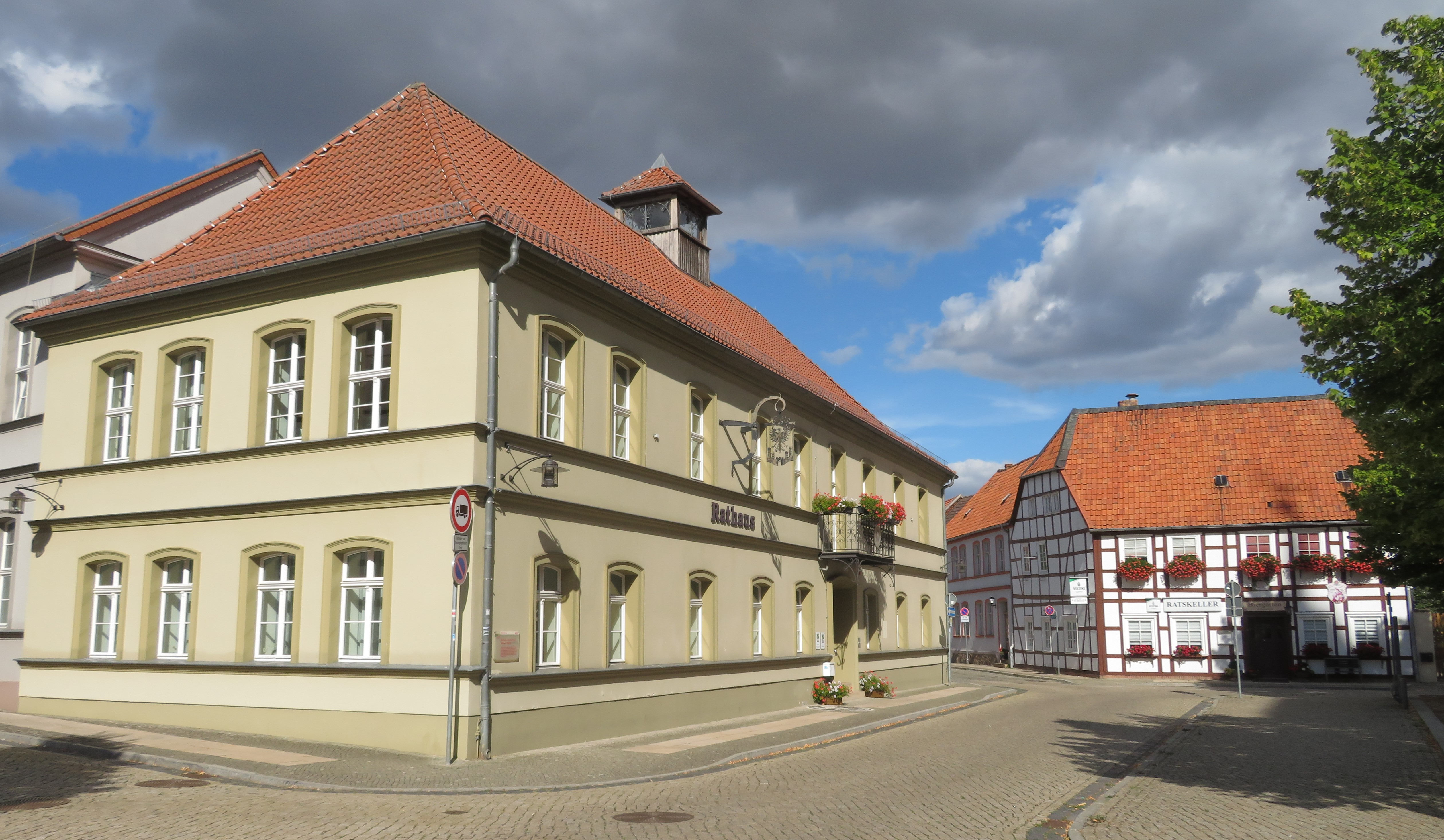
Ayuntamiento
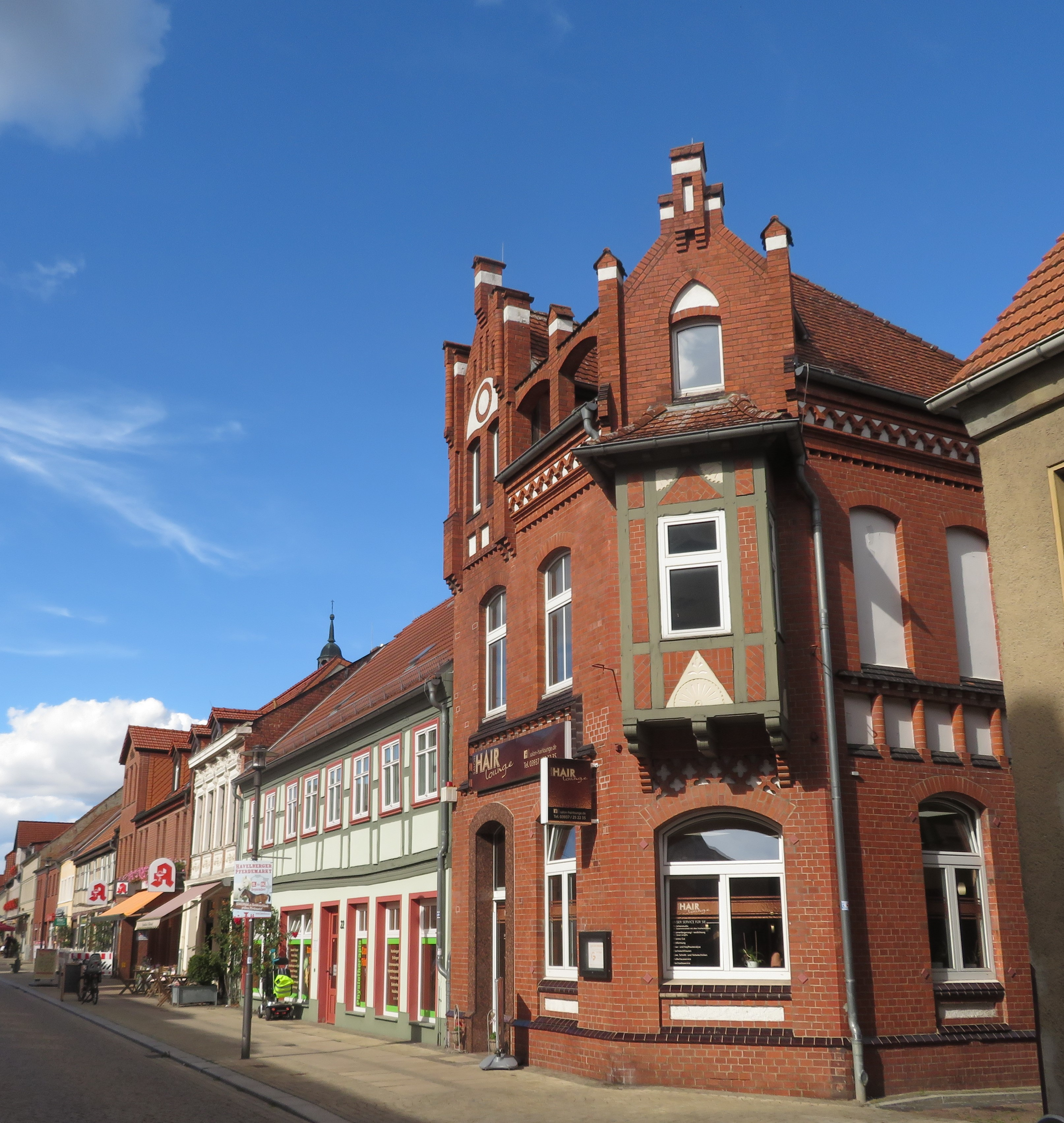
Calle Mayor (Breite Straße), parte del este
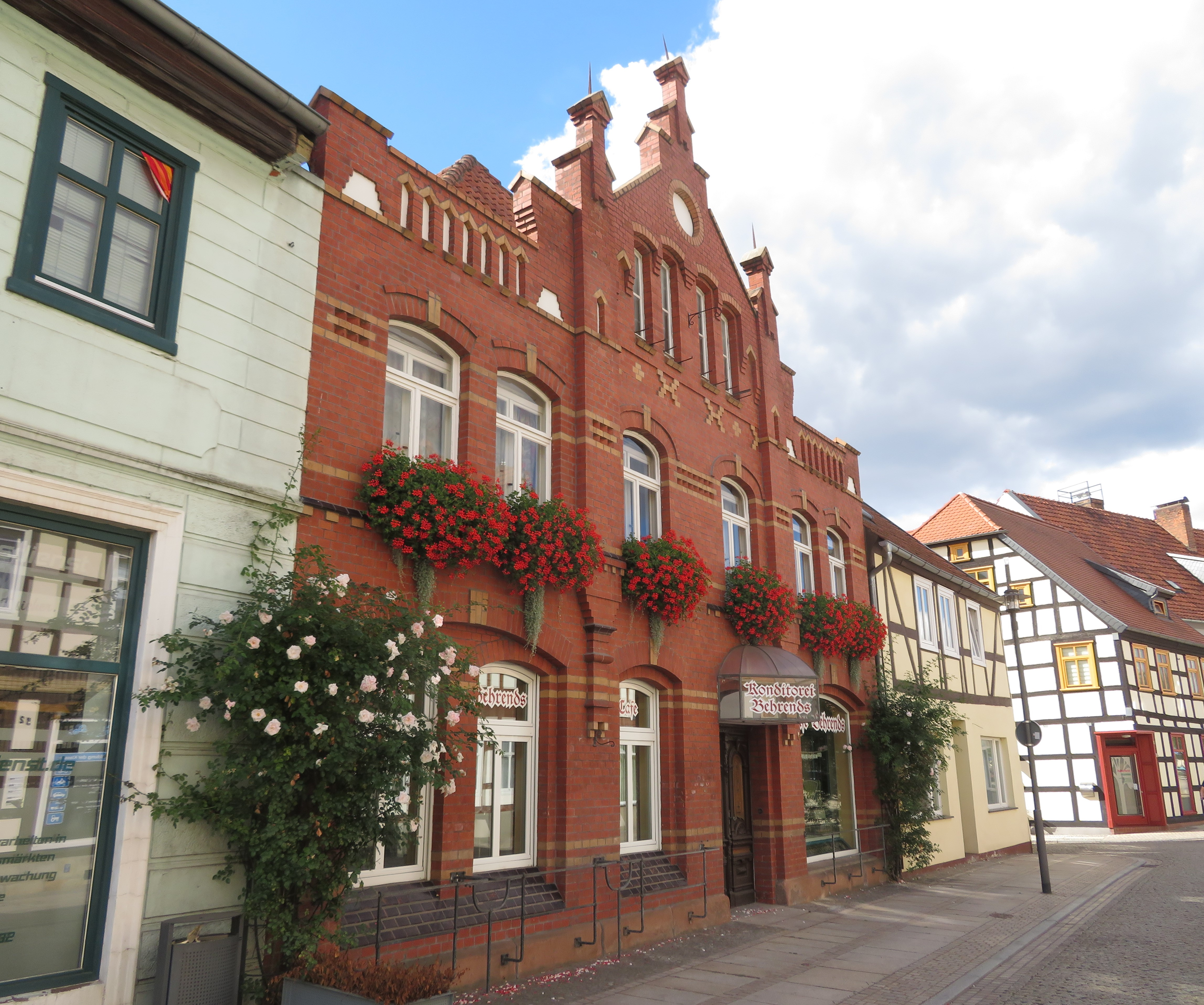
Calle Mayor (Breite Straße), parte del oeste
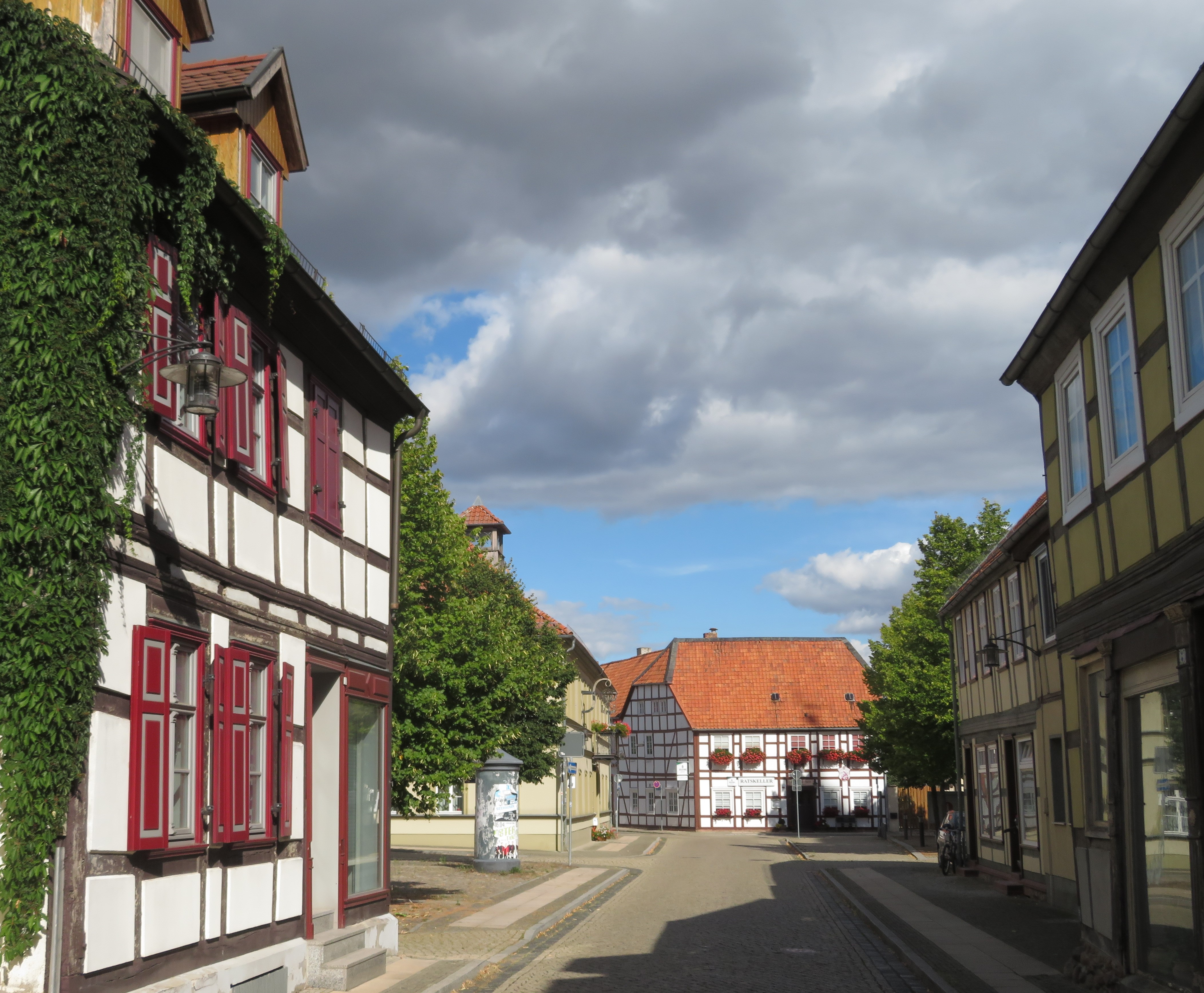
Plaza del Mercado (Kleiner Markt)
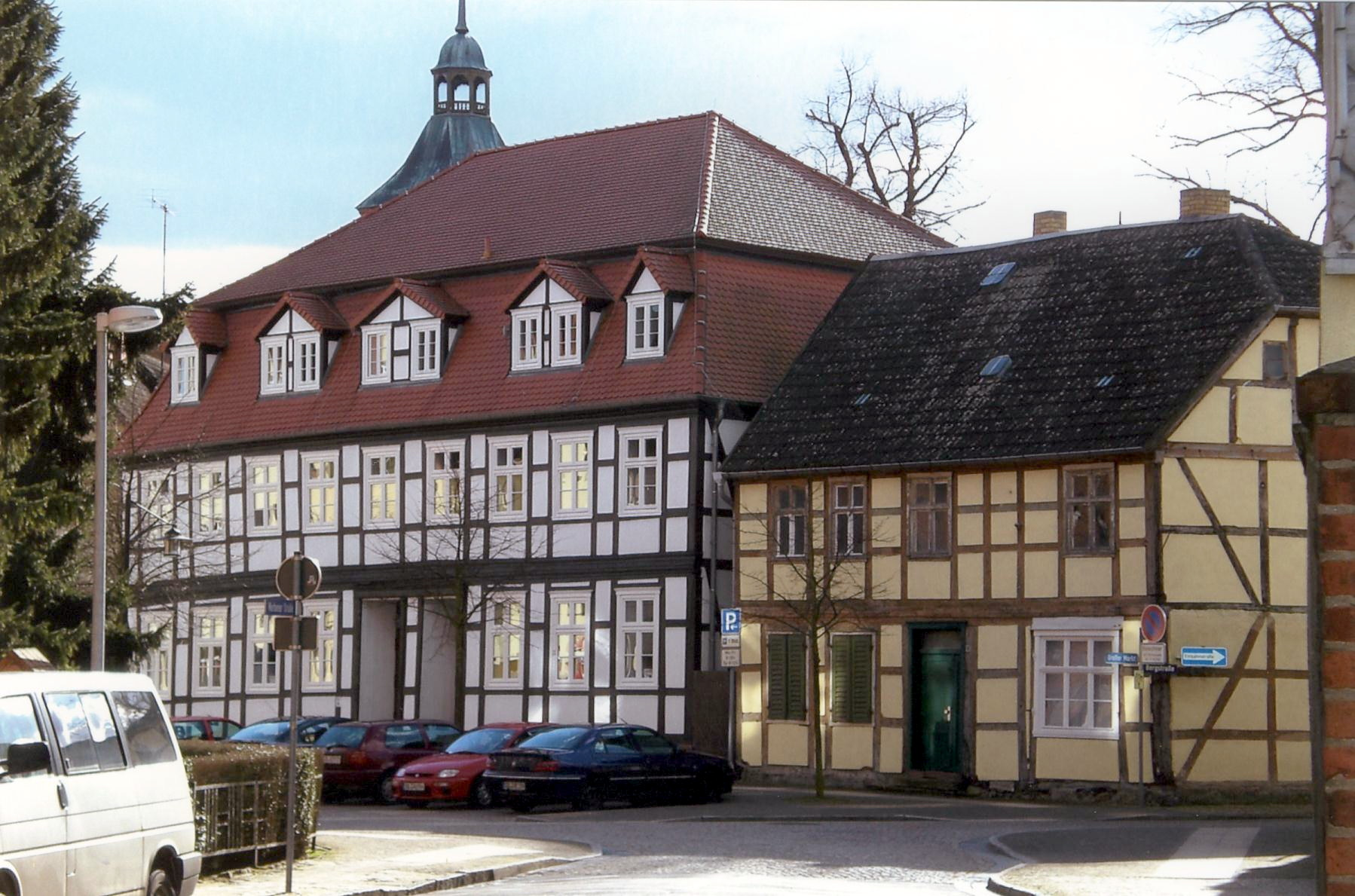
Edificio Kreyenberg (a la izquierda)
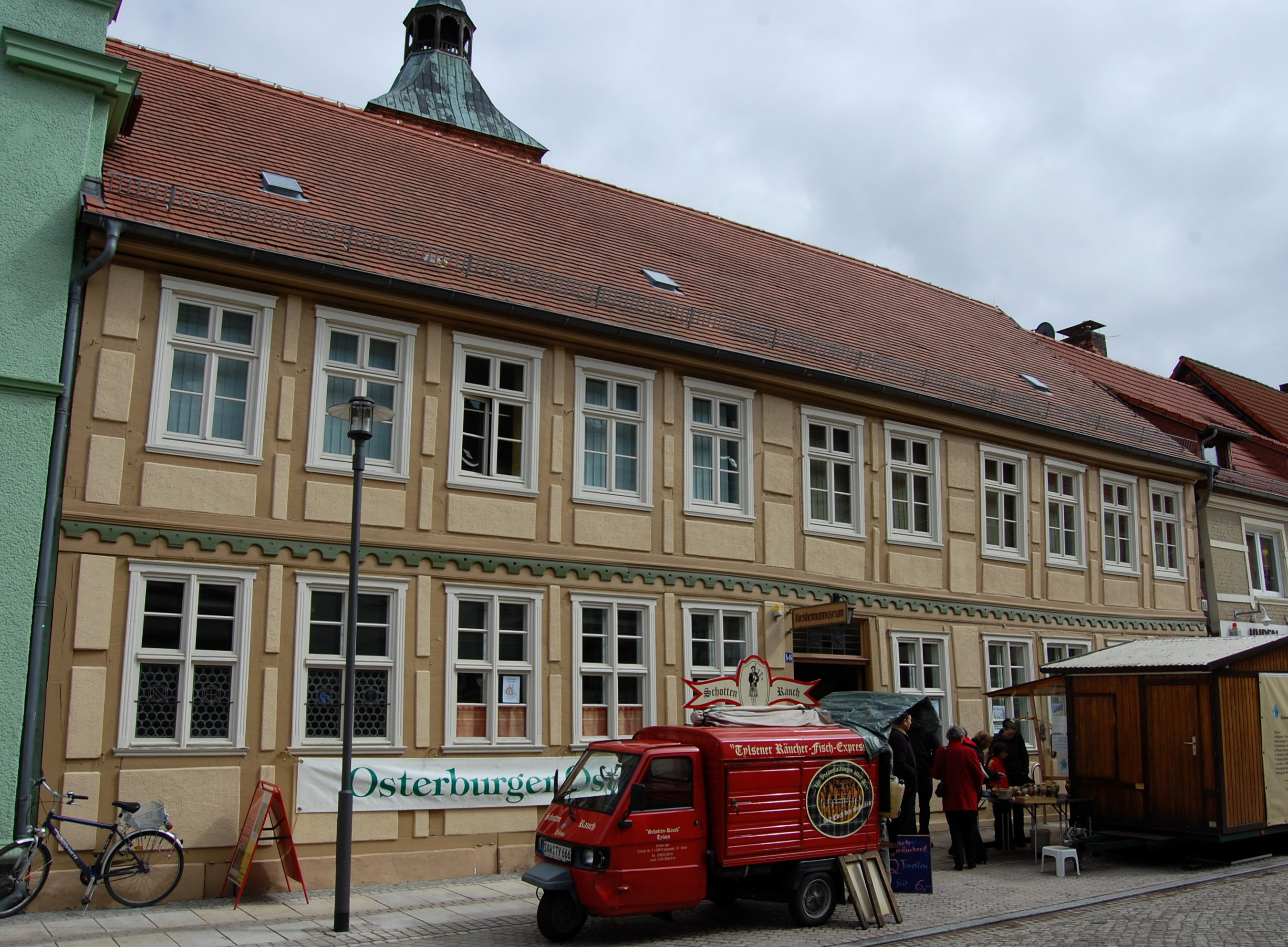
Museo (Kreisheimatmuseum)
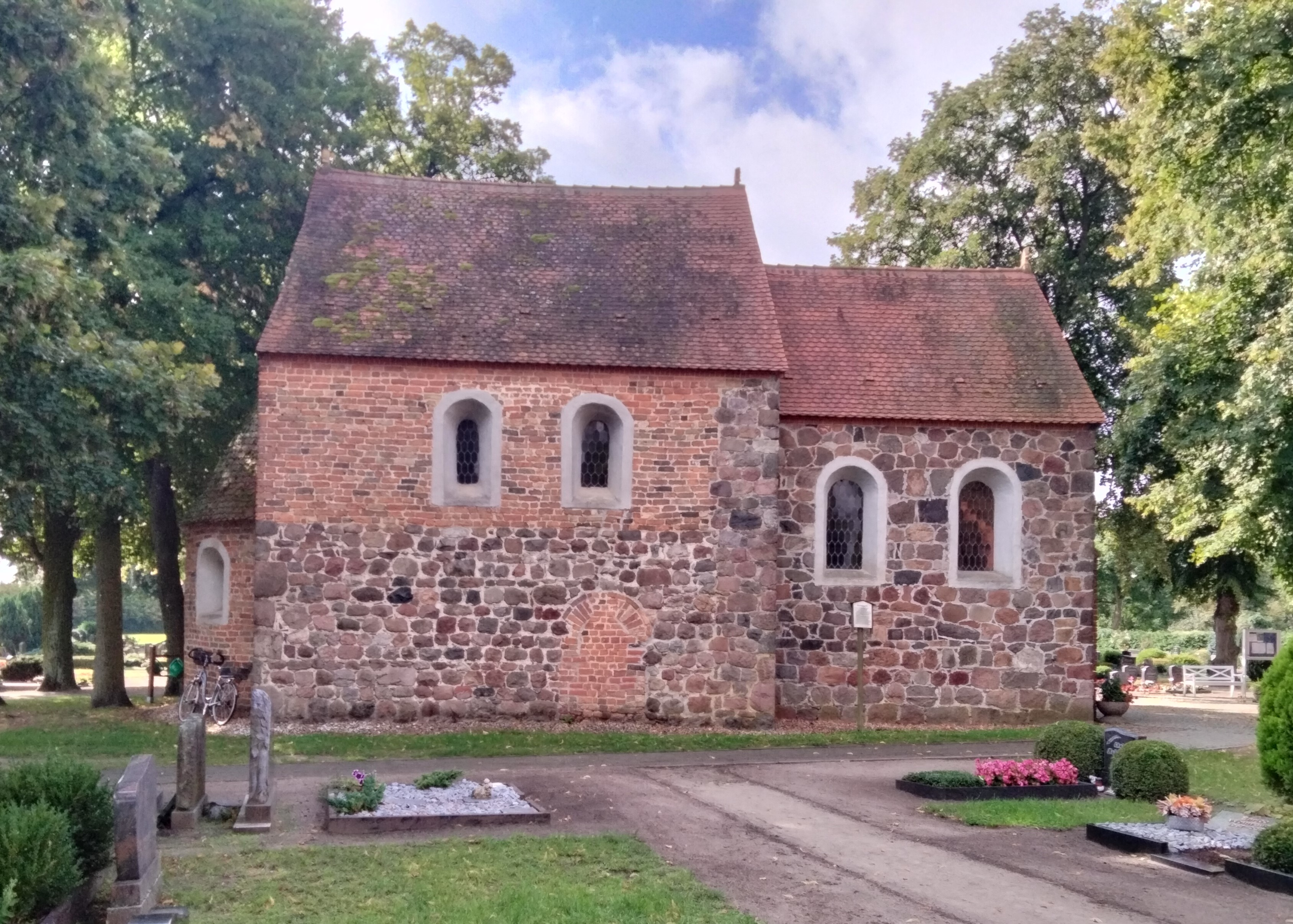
Capilla de San Martín
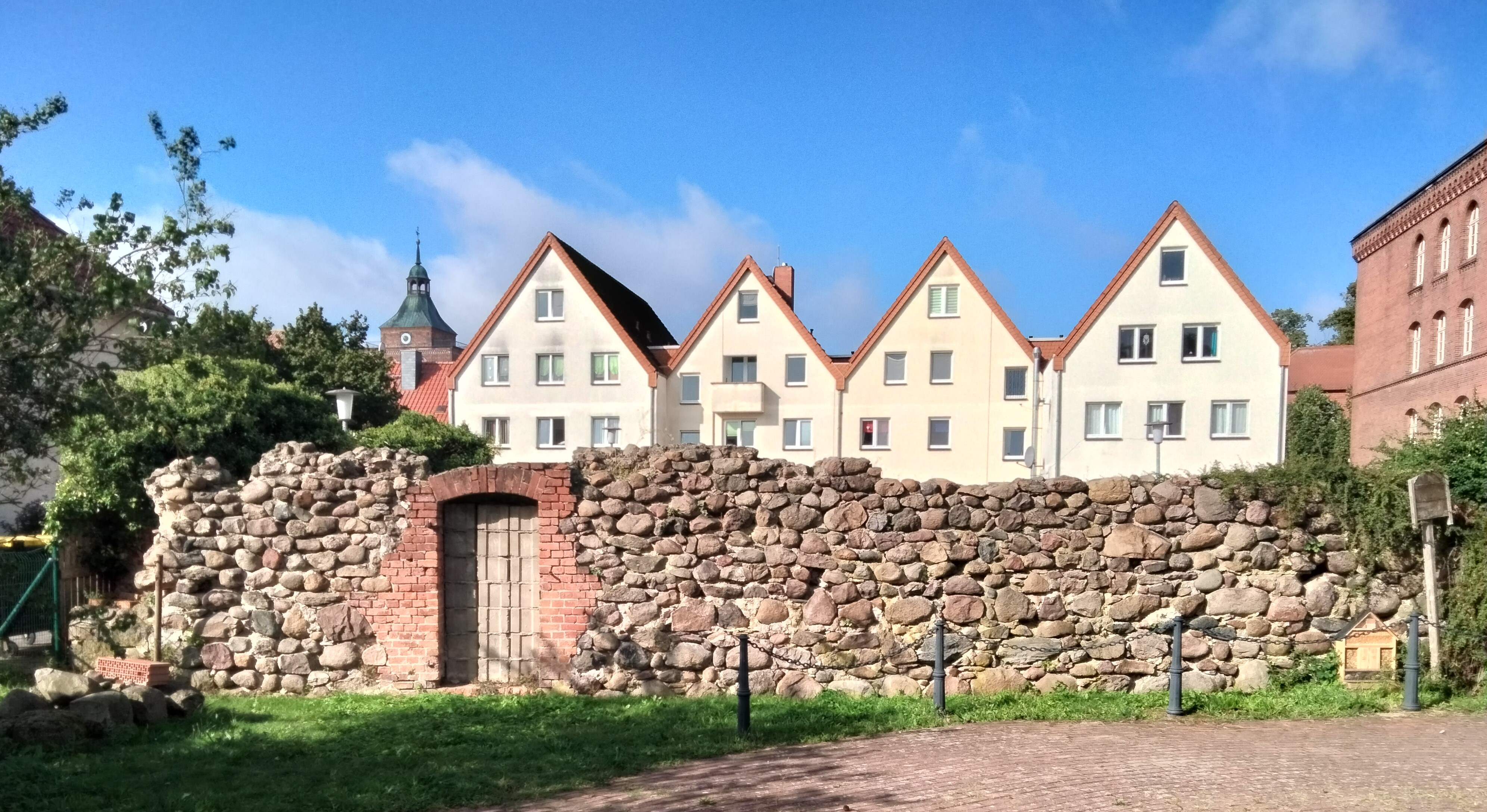
Muralla medieval
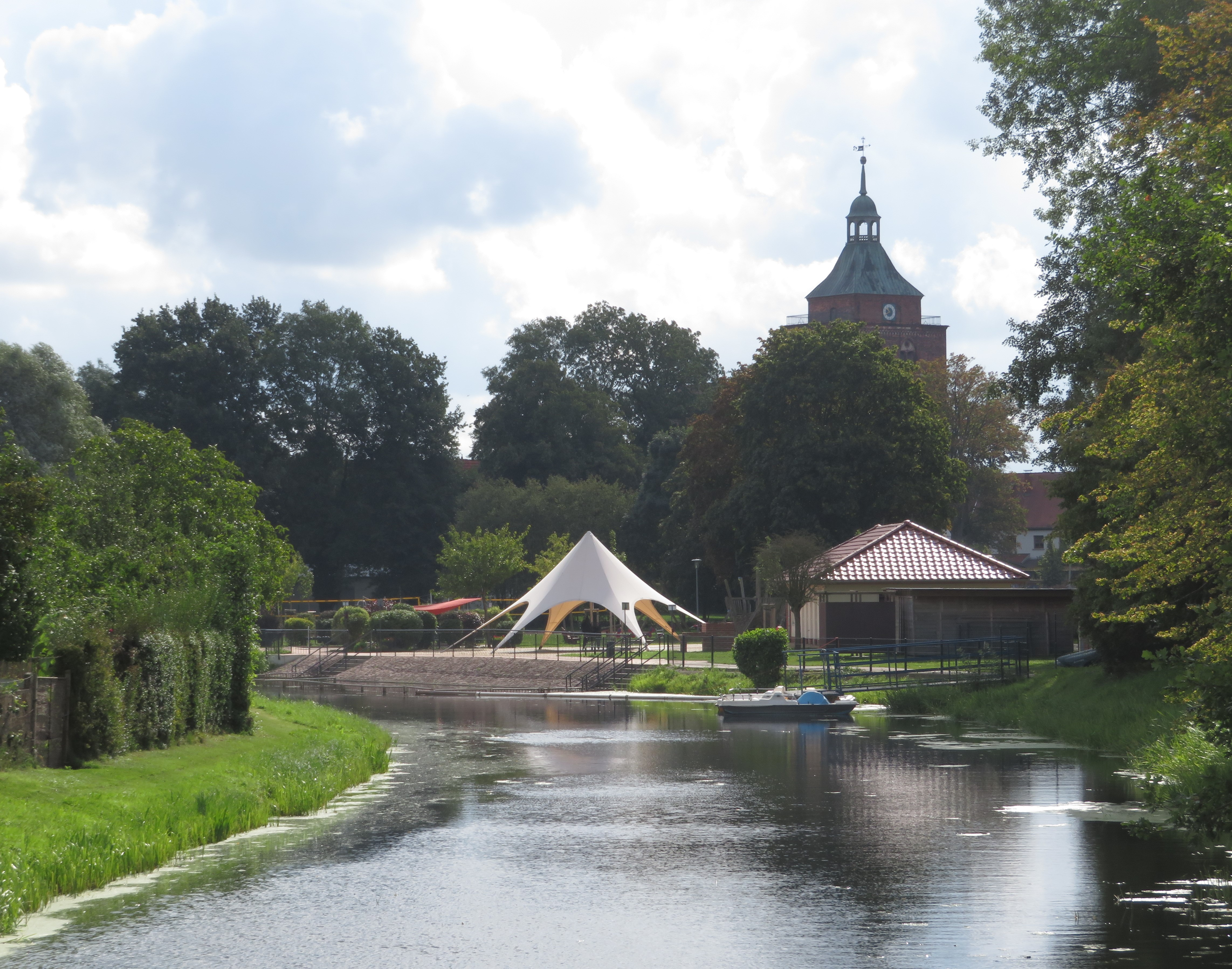
Balneario público del río Biese